# Autodesk Developer Network
Программа поддержки  Autodesk Developer Network (ADN) организована компанией Autodesk и предназначена для разработчиков программного обеспечения, пользователей, университетов и системных интеграторов, которые планируют адаптировать существующее ПО Autodesk, создавать дополнительные программы или интегрировать технологию Autodesk в рабочий процесс предприятия.

## Преимущества участия
Что получают партнеры ADN:
- Предоставление девелоперских лицензий на продукты Autodesk с открытым API для разработки, поддержки и демонстрации своих программных продуктов.
- Доступ к бета-версиям предстоящих выпусков ПО Autodesk.
- Возможность задавать технические вопросы по программированию напрямую службе поддержки ADN с получением ответа в течение 72/24 часов после подачи запроса (уровень Standard/ Professional).
- 8 часов индивидуального консультирования по телефону в течение года на английском языке – для уровня Professional.
- Доступ к конфиденциальной информации, включая бесплатное участие в ежегодной конференции «День разработчика Autodesk DevDays», посвященной новым версиям ПО и проводимой в 20 регионах по всему миру.
- Для коммерческих разработчиков - возможность использования ресурсов Autodesk для продвижения и рекламы своих программных разработок:
  - публикация материалов в каталоге Autodesk «Продукты и услуги партнеров Autodesk»
  - размещение информации о своей разработке на сайте Autodesk
  - участие в ключевых ежегодных международных мероприятиях «Autodesk University» и «Autodesk One Team Conference».

Подробную информацию о различных уровнях участия в программе ADN можно узнать по ссылке Уровни участия.

## Категории разработчиков — участников программы ADN
Участие в программе ADN доступно следующим категориям организаций и специалистов:
- Компании-разработчики коммерческого ПО
- Государственные и коммерческие организации, имеющие в своём составе подразделения, занимающиеся разработкой ПО для собственных нужд
- Консультанты и специалисты по системной интеграции
- Производители компьютерного оборудования и периферийных устройств
- Вузы, проводящие исследования в области разработки проектного, инженерного и картографического ПО
- Авторы и издатели учебных пособий по продуктам Autodesk

## Уровни участия в программе ADN
От уровня участия в программе зависит сумма ежегодного взноса. В настоящее время существует три таких уровня:
- ADN Open — это бесплатный информационный сервис, который предоставляет доступ к открытым ресурсам ADN. Это начальный уровень участия в ADN. Представляет интерес для разработчиков программного обеспечения, которые нуждаются в справочных ресурсах по API, а также поддержке специалистов ADN, партнеров Autodesk и опытных пользователей
- ADN Standard — Этот уровень участия предназначен для разработчиков ПО, начинающих работать с платформами Autodesk и которым необходим доступ к девелоперским лицензиям, а также индивидуальная профессиональная поддержка для разработки собственных прикладных программ. Уровень Standard включает в себя: 
  - Предоставление девелоперских лицензий на продукты Autodesk с открытым API для разработки, поддержки и демонстрации своих программных продуктов.
  - Доступ к бета-версиям предстоящих выпусков ПО Autodesk.
  - Возможность задавать технические вопросы по программированию напрямую службе поддержки ADN с получением ответа в течение 72 часов после подачи запроса.
  - Доступ к конфиденциальной информации, включая бесплатное участие в ежегодной конференции «День разработчика Autodesk DevDays», посвященной новым версиям ПО и проводимой в 20 регионах по всему миру.
  - Возможность использования ресурсов Autodesk для продвижения и рекламы ваших программных разработок.
- ADN Professional — Это уровень участия для профессиональных разработчиков ПО, которым необходим доступ к девелоперским лицензиям и которым необходимо в сжатые сроки изучить технологии платформ Autodesk, получая при этом оперативную техническую поддержку. В дополнение к возможностям уровня «ADN Standard» сюда входят:
  - Возможность задавать технические вопросы по программированию напрямую службе поддержки ADN с получением ответа в течение 24 часов после подачи запроса.
  - 8 часов индивидуального консультирования по телефону в течение года.

## Бесплатные ресурсы
На страницах Autodesk Developer Network Open и программные платформы Autodesk вы найдете много полезных материалов для разработчиков (учебные пособия, видео-курсы, дискуссионные группы, блоги и многое другое) .

## Внешние ссылки
- Autodesk Developer Network
- Autodesk Developer Network Open
- Autodesk Developer Network Open - форум технической поддержки на русском языке Архивная копия от 17 мая 2014 на Wayback Machine
- Уровни участия в Autodesk Developer Network
- Разработка приложений для AutoCAD
- Разработка приложений для AutoCAD Civil 3D
- Разработка приложений для Autodesk Revit
- Разработка приложений для Autodesk Inventor
- Программные платформы Autodesk
- Учебный курс «Моя первая программа»
- Онлайн - конференция Autodesk Revit DevCamp
- Онлайн - магазин приложений Autodesk Exchange Apps Архивная копия от 3 февраля 2014 на Wayback Machine
- Cloud & Mobile DevBlog - блог инженеров ADN Архивная копия от 4 марта 2014 на Wayback Machine
- Through the Interface — блог по AutoCAD API (недоступная ссылка)
- AutoCAD DevBlog - блог инженеров ADN Архивная копия от 4 марта 2014 на Wayback Machine
- The Building Coder — блог по Revit API Архивная копия от 9 февраля 2022 на Wayback Machine
- AEC DevBlog - блог инженеров ADN Архивная копия от 4 марта 2014 на Wayback Machine
- Civilized Development — блог по Civil 3D API Архивная копия от 4 марта 2014 на Wayback Machine
- Infrastructure Modeling DevBlog - блог инженеров ADN Архивная копия от 4 марта 2014 на Wayback Machine
- Mod the Machine — блог по Autodesk Inventor API Архивная копия от 22 февраля 2022 на Wayback Machine
- Manufacturing DevBlog - блог инженеров ADN Архивная копия от 4 марта 2014 на Wayback Machine
- It’s all just ones and zeros  — блог по Vault API Архивная копия от 4 марта 2014 на Wayback Machine
- Around the Corner — блог по Maya API Архивная копия от 4 марта 2014 на Wayback Machine
- GetCOREInterface — блог по 3ds Max API Архивная копия от 4 марта 2014 на Wayback Machine
- The 3ds Max SDK Blog — блог по 3ds Max API Архивная копия от 21 марта 2014 на Wayback Machine